# Stracilla
Stracilla är ett släkte av fjärilar. Stracilla ingår i familjen tofsspinnare.
Kladogram enligt Catalogue of Life:
| Stracilla | \| \| Stracilla abyssinica \| \| \| \| \| \| Stracilla fowleri \| \| \| \| \| \| Stracilla ghesquierei \| \| \| \| \| \| Stracilla translucida \| \| \| \| |
|           | \| \| Stracilla abyssinica \| \| \| \| \| \| Stracilla fowleri \| \| \| \| \| \| Stracilla ghesquierei \| \| \| \| \| \| Stracilla translucida \| \| \| \| |
|           | Stracilla abyssinica |
|           | |
|           | Stracilla fowleri |
|           | |
|           | Stracilla ghesquierei |
|           | |
|           | Stracilla translucida |
|           | |